# Alena Levtsjanka
Alena Stsjapanavna Levtsjanka (Wit-Russisch: Алена Сцяпанаўна Леўчанка) (Homel, 30 april 1983), is een Wit-Russisch professioneel basketbalspeler die uitkomt voor het nationale team van Wit-Rusland.

## Carrière
Levtsjanka speelde voor Charlotte Sting, Washington Mystics en Atlanta Dream in de WNBA. Ze won twee keer de dubbel met UMMC Jekaterinenburg in 2009 en 2012 in Rusland. Ook won ze twee keer de dubbel met TEO Vilnius in 2007 en 2008 in Litouwen en met Good Angels Košice in 2014 in Slowakije. In 2010 won ze ook nog de beker van Turkije met Galatasaray. In 2021 ging ze spelen voor Panathinaikos BC in Griekenland.
Met Wit-Rusland speelde Levtsjanka op de Olympische Zomerspelen in 2008 en 2016. Ook speelde ze op het het wereldkampioenschap in 2010 en 2014. Op het Europees kampioenschap van 2007 won ze brons.

## Gearresteerd wegens protesten
Op 18 augustus 2020 ondertekende ze een open brief van vertegenwoordigers van de sportindustrie van de Republiek Wit-Rusland waarin ze eiste dat de presidentsverkiezingen van de Republiek Wit-Rusland op 9 augustus 2020 ongeldig zouden worden verklaard.
Op 30 september 2020 werd de Levtsjanka gearresteerd op de Nationale Luchthaven Minsk en veroordeeld tot 15 dagen gevangenisstraf wegens deelname aan ongeautoriseerde massa-evenementen. Ze werd schuldig bevonden nadat ze was geïdentificeerd op foto op Instagram en in het nieuws op de Pressball-website. Er waren meer dan 25 mensen in de rechtszaal die Alena ondersteunden, voornamelijk atleten.
Na 15 dagen gevangenschap werd Alena vrijgelaten.
Volgens Alena werden zij en haar gevangenen tijdens haar gevangenschap opzettelijk vastgehouden met ernstige schendingen van de gevangenisregels (gebrek aan verwarming, warm water, matrassen en de mogelijkheid om te douchen), om psychologische druk uit te oefenen.

## Erelijst
- Landskampioen Rusland: 2
  - Winnaar: 2009, 2012
  - Derde: 2008
- Bekerwinnaar Rusland: 2
  - Winnaar: 2009, 2012
  - Runner-up: 2008
- Landskampioen Litouwen: 2
  - Winnaar: 2007, 2008
- Baltische Liga: 2
  - Winnaar: 2007, 2008
- Landskampioen Slowakije: 1
  - Winnaar: 2014
- Bekerwinnaar Slowakije: 1
  - Winnaar: 2014
- Central European Basketball League Women: 1
  - Winnaar: 2014
- Turkse Beker: 1
  - Winnaar: 2010
- EuroLeague Women:
  - Derde: 2008
- Europees kampioenschap:
  - Brons: 2007